# Saint-Sulpice (Oise)
Saint-Sulpice is een gemeente in het Franse departement Oise (regio Hauts-de-France). De plaats maakt deel uit van het arrondissement Beauvais. Saint-Sulpice telde op 1 januari 2022 1.066 inwoners.

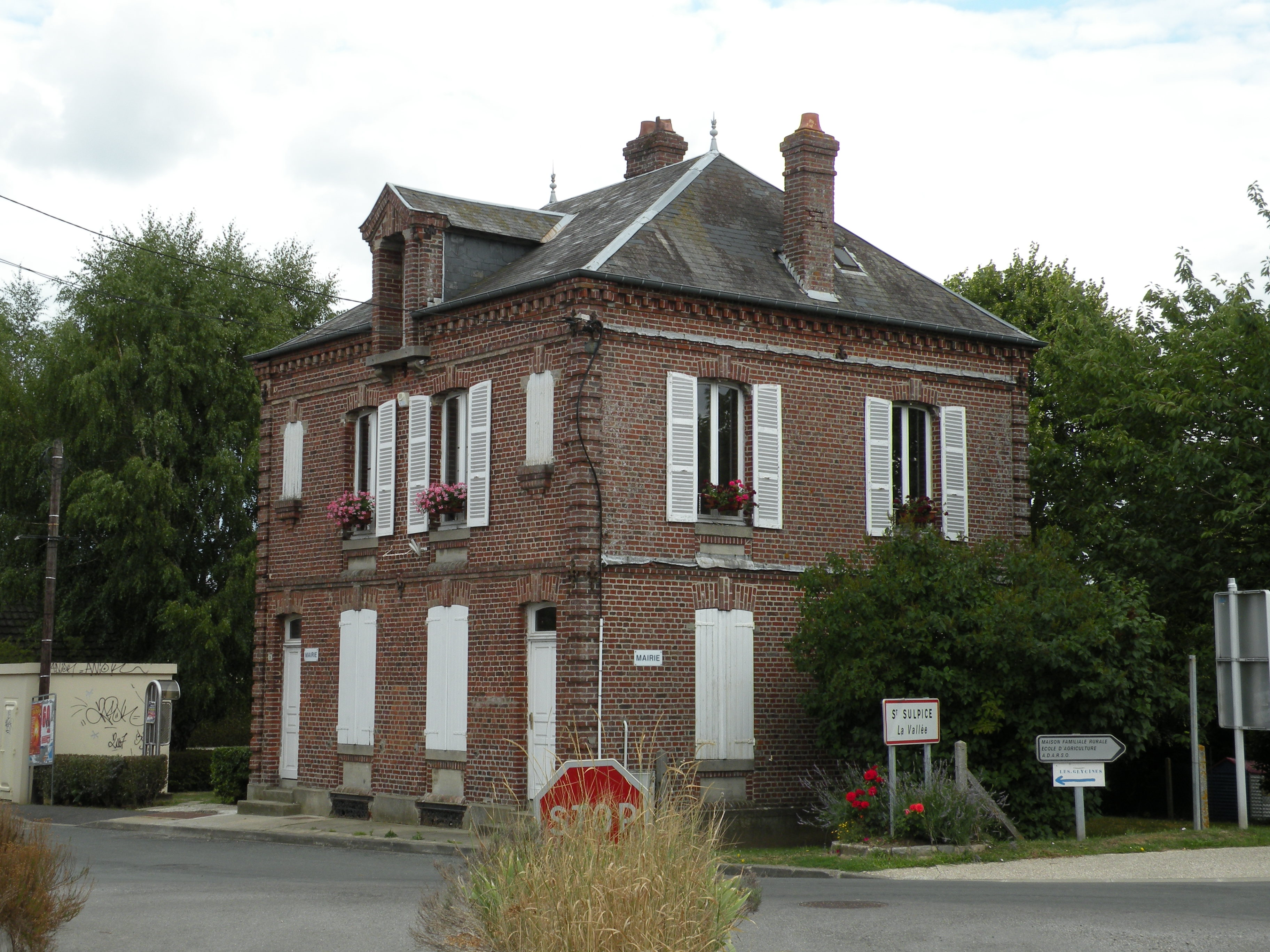
Gemeentehuis
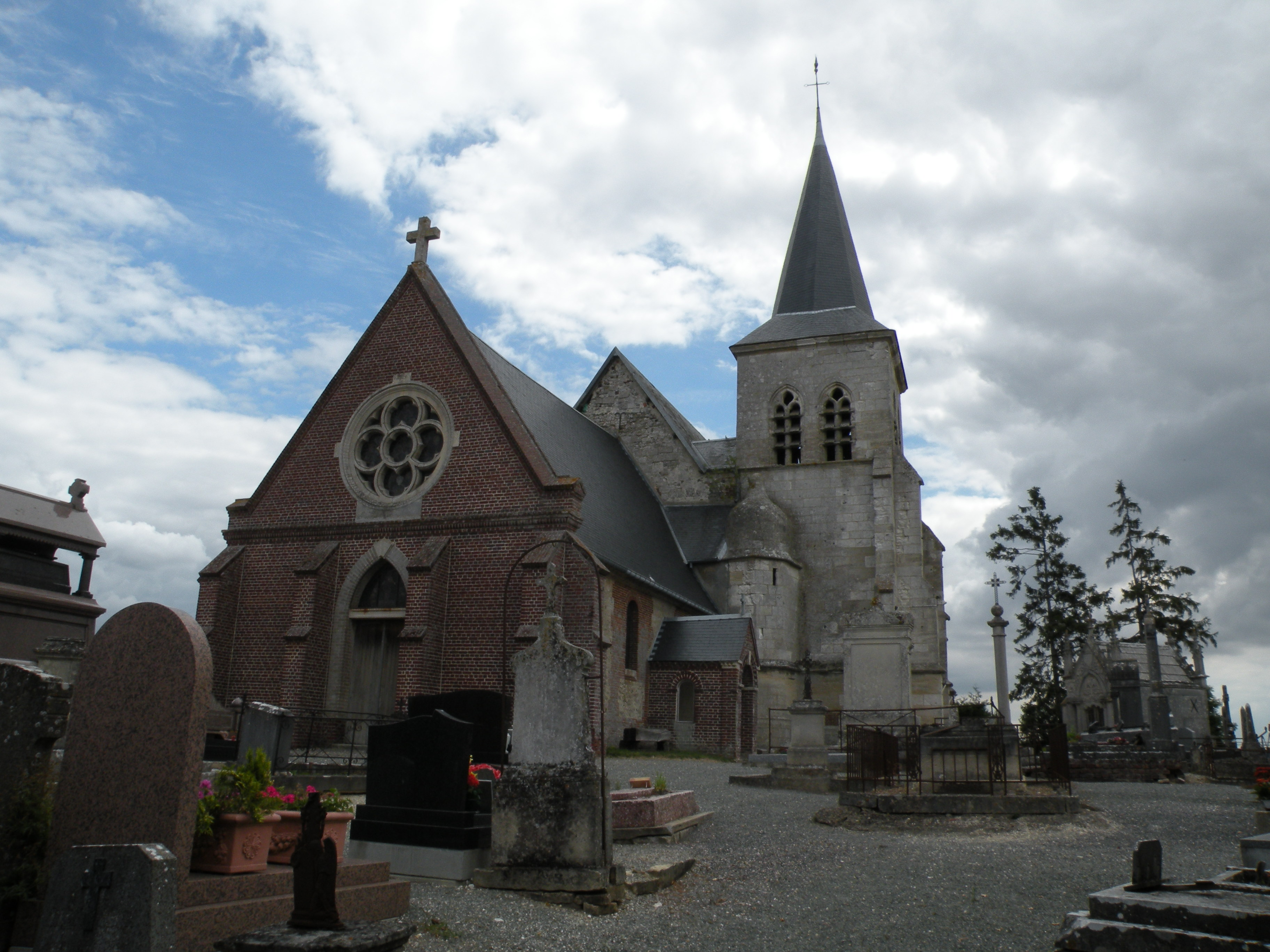
Kerk van Saint-Sulpice

## Geografie
De oppervlakte van Saint-Sulpice bedroeg op 1 januari 2022 8,88 vierkante kilometer; de bevolkingsdichtheid was toen 120 inwoners per km².

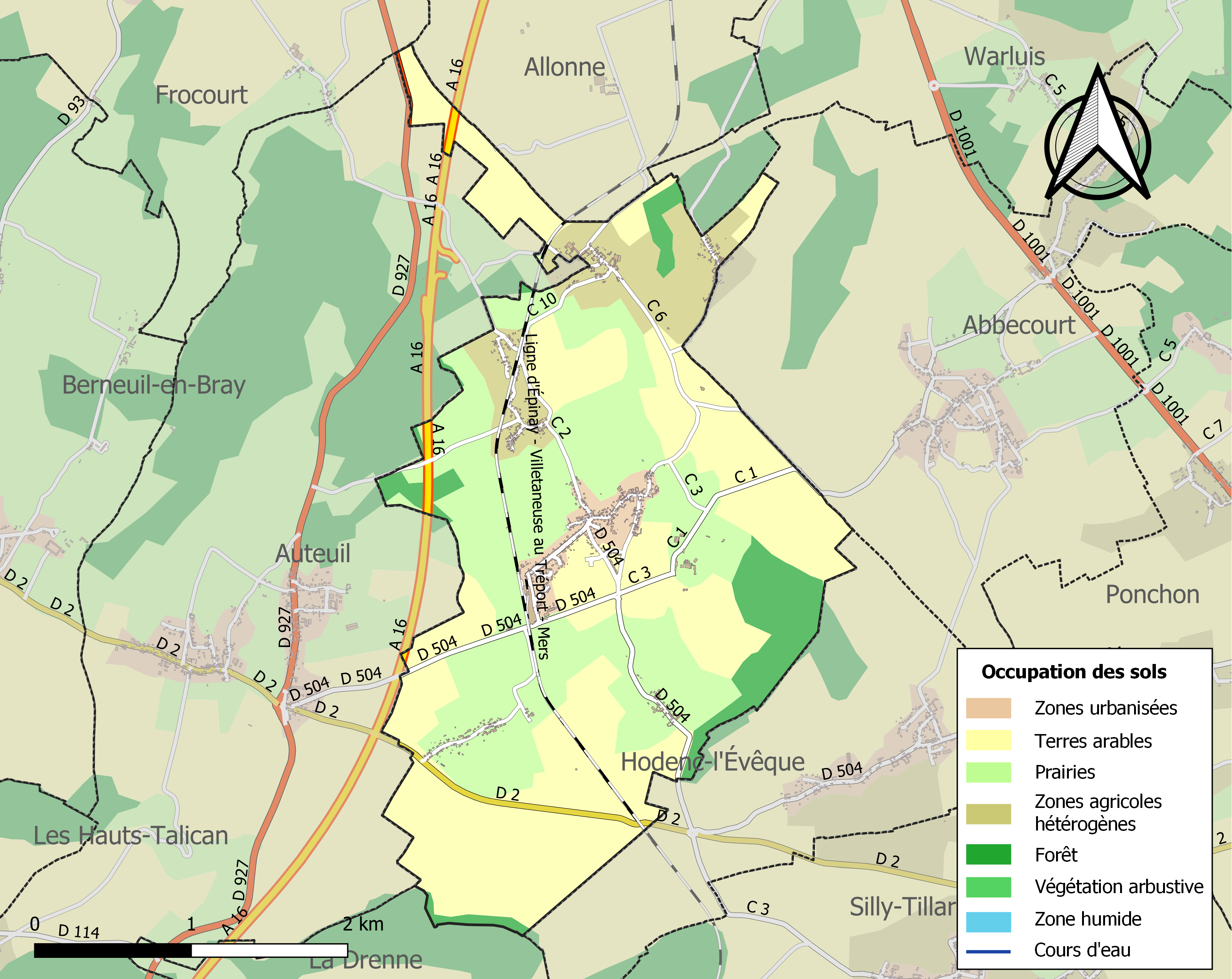
Kaart van de gemeente met belangrijkste infrastructuur, bodemgebruik en omliggende gemeenten

## Verkeer en vervoer
In de gemeente ligt het spoorwegstation Saint-Sulpice-Auteuil.

## Demografie
Onderstaande figuur toont het verloop van het inwonertal (bron: INSEE-tellingen).